# At My Most Beautiful
At My Most Beautiful è un brano della band statunitense R.E.M.. La canzone è il terzo singolo estratto dall'undicesimo album della band Up (1998).

## Tracce
Tutte le tracce sono state scritte da Peter Buck, Mike Mills, e Michael Stipe eccetto dove indicato.
CD
1. "At My Most Beautiful" (Radio Remix)
2. "The Passenger" (Live, Later with Jools Holland, 27.10.98) (Iggy Pop)[1]
3. "Country Feedback" (Live, Later with Jools Holland, 27.10.98)

Japanese 3" CD
1. "At My Most Beautiful" (Live, BBC Radio Theatre, London, 25.10.98)
2. "So. Central Rain (I'm Sorry)" (Live, Later with Jools Holland, 27.10.98)

## Classifiche
| Classifica (1999)               | Posizione massima |
| ------------------------------- | ----------------- |
| Irlanda                         | 28                |
| Italia                          | 28                |
| Regno Unito                     | 10                |
| Stati Uniti (adult alternative) | 19                |